# Alttangent

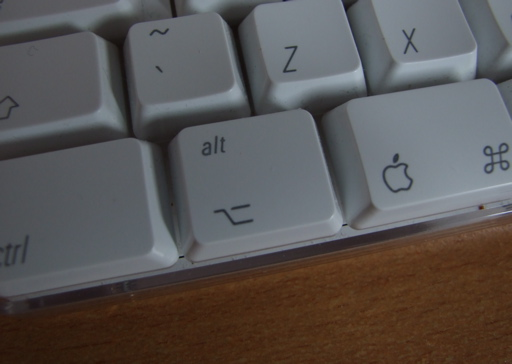
Alt-tangentens placering på ett gammalt Apple tangentbord.

Alt (Alternate eller Alternative) är en tangent som på PC-tangentbord oftast sitter mellan mellanslag och Windowstangenten. På Apples tangentbord sitter den mellan kommandotangent och kontrolltangent(en). På vissa av Apples tangentbord kallas den "Option" istället för "Alt".
Alt används oftast i kombination med andra tangenter.
Många tangentbord har även en Alt Gr-tangent(en) (Alt Graphic) som oftast motsvarar att trycka på Ctrl och Alt samtidigt.